# Siberische sprinkhaanzanger
De Siberische sprinkhaanzanger (Helopsaltes certhiola synoniem: Locustella certhiola) is een zangvogel uit de familie Locustellidae.

## Verspreiding en leefgebied
Deze soort broedt in oostelijk Azië en overwintert in zuidoostelijk Azië. Er zijn vijf ondersoorten:
- H. c. certhiola: zuidoostelijk Siberië, Mongolië en centraal China.
- H. c. sparsimstriata: van zuidwestelijk Siberië tot het zuidelijk-centraal Siberië.
- H. c. centralasiae: van oostelijk Kazachstan en noordoostelijk Kirgizië tot westelijk China.
- H. c. rubescens: noordelijk Siberië.
- H. c. minor: zuidoostelijk Siberië en noordoostelijk China.

## Status
De grootte van de populatie is niet gekwantificeerd maar de soort wordt omschreven als algemeen tot zeer algemeen. Op de Rode lijst van de IUCN heeft deze soort de status niet bedreigd.